# Internationale Niedersachsen-Rundfahrt der Junioren 2011
Die Internationale Niedersachsen-Rundfahrt der Junioren 2011 fand vom 29. bis 31. Juli 2011 statt.

## Verlauf
Die erste Etappe gewann der Belgier Martijn Degreve vor dem Deutschen Mike Egger und dem Niederländer Richard Dijkshoorn. Bei der zweiten Etappe gab es einen Deutschen dreifach-Sieg durch Jan Brockhoff, Ruben Zepuntke und Nils Schomber. Dazu konnten sich mit Arne Egner und Andreas Hartmann auf Platz 5 und 7 noch zwei weitere Deutsche platzieren. Ruben Zepuntke, der Belgier Paco Ghistelinck, der Däne Mads Würtz Schmidt, der Schwede Emil Andersson und der Niederländer Richard Dijkshoorn konnten sich alle zum zweiten Mal in Folge in den Top 10 platzieren. Die dritte Etappe gewann der Niederländer Maarten van Trijp vor dem Deutschen Thomas Schneider und dem Belgier Martijn Degreve. Während Martijn Degreve, der Däne Elias Helleskov Busk und der Belgier Ruben Geerinckx insgesamt zum zweiten Mal in die Top 10, bzw. in Degreve's Fall die Top 3, fuhren gelang es dem Schweden Emil Andersson sich bei der dritten Etappe zum dritten Mal in der Top 10 zu platzieren. Die abschließende vierte Etappe konnte der Norweger Amund Grøndahl Jansen vor dem Belgier Ruben Geerinckx und dem Deutschen Rick Zabel gewinnen. Ruben Geerinckx und der Belgier Martijn Degreve konnten sich zum zweiten Mal in Folge und insgesamt dritten Mal in der Top 10 platzieren, wobei ersteres auch den Deutschen Rick Zabel, Thomas Schneider und Philipp Zwingenberger, sowie dem Niederländer Maarten van Trijp und letzteres auch dem Deutschen Ruben Zepuntke gelang. Zudem sicherte sich Nicolai Brøchner sein zweites Top-10-Resultat.
In der Gesamtwertung sicherte sich der Belgier Martijn Degreve vor dem Deutschen Ruben Zepuntke und dem Niederländer Richard Dijkshoorn die Gesamtwertung der Rundfahrt.

## Etappen
| Etappe    | Tag      | Etappensieger         | Führender       |
| --------- | -------- | --------------------- | --------------- |
| 1. Etappe | 29. Juli | Martijn Degreve       |                 |
| 2. Etappe | 30. Juli | Jan Brockhoff         |                 |
| 3. Etappe | 30. Juli | Maarten van Trijp     |                 |
| 4. Etappe | 31. Juli | Amund Grøndahl Jansen | Martijn Degreve |

### 1. Etappe
| Platz | Athlet               | Zeit       |
| ----- | -------------------- | ---------- |
| 1     | Martijn Degreve      | 1:35:45 h  |
| 2     | Mike Egger           | gl. Zeit   |
| 3     | Richard Dijkshoorn   | gl. Zeit   |
| 4     | Ruben Zepuntke       | gl. Zeit   |
| 5     | Koen Hofstede        | gl. Zeit   |
| 6     | Mads Würtz Schmidt   | gl. Zeit   |
| 7     | Emil Andersson       | + 0:11 min |
| 8     | Ruben Geerinckx      | gl. Zeit   |
| 9     | Paco Ghistelinck     | gl. Zeit   |
| 10    | Elias Helleskov Busk | gl. Zeit   |

### 2. Etappe
| Platz | Athlet             | Zeit       |
| ----- | ------------------ | ---------- |
| 1     | Jan Brockhoff      | 11:37 min  |
| 2     | Ruben Zepuntke     | gl. Zeit   |
| 3     | Nils Schomber      | + 0:03 min |
| 4     | Paco Ghistelinck   | gl. Zeit   |
| 5     | Arne Egner         | gl. Zeit   |
| 6     | Mads Würtz Schmidt | + 0:04 min |
| 7     | Andreas Hartmann   | + 0:06 min |
| 8     | Emil Andersson     | + 0:08 min |
| 9     | Nicolai Brøchner   | gl. Zeit   |
| 10    | Richard Dijkshoorn | + 0:10 min |

### 3. Etappe
| Platz | Athlet                | Zeit      |
| ----- | --------------------- | --------- |
| 1     | Maarten van Trijp     | 2:13:29 h |
| 2     | Thomas Schneider      | gl. Zeit  |
| 3     | Martijn Degreve       | gl. Zeit  |
| 4     | Elias Helleskov Busk  | gl. Zeit  |
| 5     | Rick Zabel            | gl. Zeit  |
| 6     | Ruben Geerinckx       | gl. Zeit  |
| 7     | Philipp Zwingenberger | gl. Zeit  |
| 8     | Emil Andersson        | gl. Zeit  |
| 9     | Simon Bigum           | gl. Zeit  |
| 10    | Stephan Zogbaum       | gl. Zeit  |

### 4. Etappe
| Tageswertung | Tageswertung          | Tageswertung | Gesamtwertung | Gesamtwertung      | Gesamtwertung |
| Platz        | Athlet                | Zeit         | Platz         | Athlet             | Zeit          |
| ------------ | --------------------- | ------------ | ------------- | ------------------ | ------------- |
| 1            | Amund Grøndahl Jansen | 2:46:03 h    | 1             | Martijn Degreve    | 6:46:50 h     |
| 2            | Ruben Geerinckx       | gl. Zeit     | 2             | Ruben Zepuntke     | gl. Zeit      |
| 3            | Rick Zabel            | gl. Zeit     | 3             | Richard Dijkshoorn | + 0:07 min    |
| 4            | Thomas Schneider      | gl. Zeit     | 4             | Mads Würtz Schmidt | + 0:08 min    |
| 5            | Maarten van Trijp     | gl. Zeit     | 5             | Paco Ghistelinck   | + 0:12 min    |
| 6            | Robin Venneman        | gl. Zeit     | 6             | Andreas Hartmann   | + 0:21 min    |
| 7            | Philipp Zwingenberger | gl. Zeit     | 7             | Emil Andersson     | + 0:22 min    |
| 8            | Ruben Zepuntke        | gl. Zeit     | 8             | Jan Brockhoff      | + 0:25 min    |
| 9            | Nicolai Brøchner      | gl. Zeit     | 9             | Nils Schomber      | + 0:28 min    |
| 10           | Martijn Degreve       | gl. Zeit     | 10            | Arne Egner         | gl. Zeit      |